# 会老堂
会老堂位于苏州市吴中区东山镇陆巷村。

## 历史
建于明朝正德年间（16世纪初），是宰相王鏊送给恩师的宅院，包括大厅、楼厅等数进，砖雕、木雕精美。2004年起，邢伟英斥巨资修复祖屋会老堂，复建戏台，开辟为会所酒店。2011年列为江苏省文物保护单位。